# Баба-шарпанина

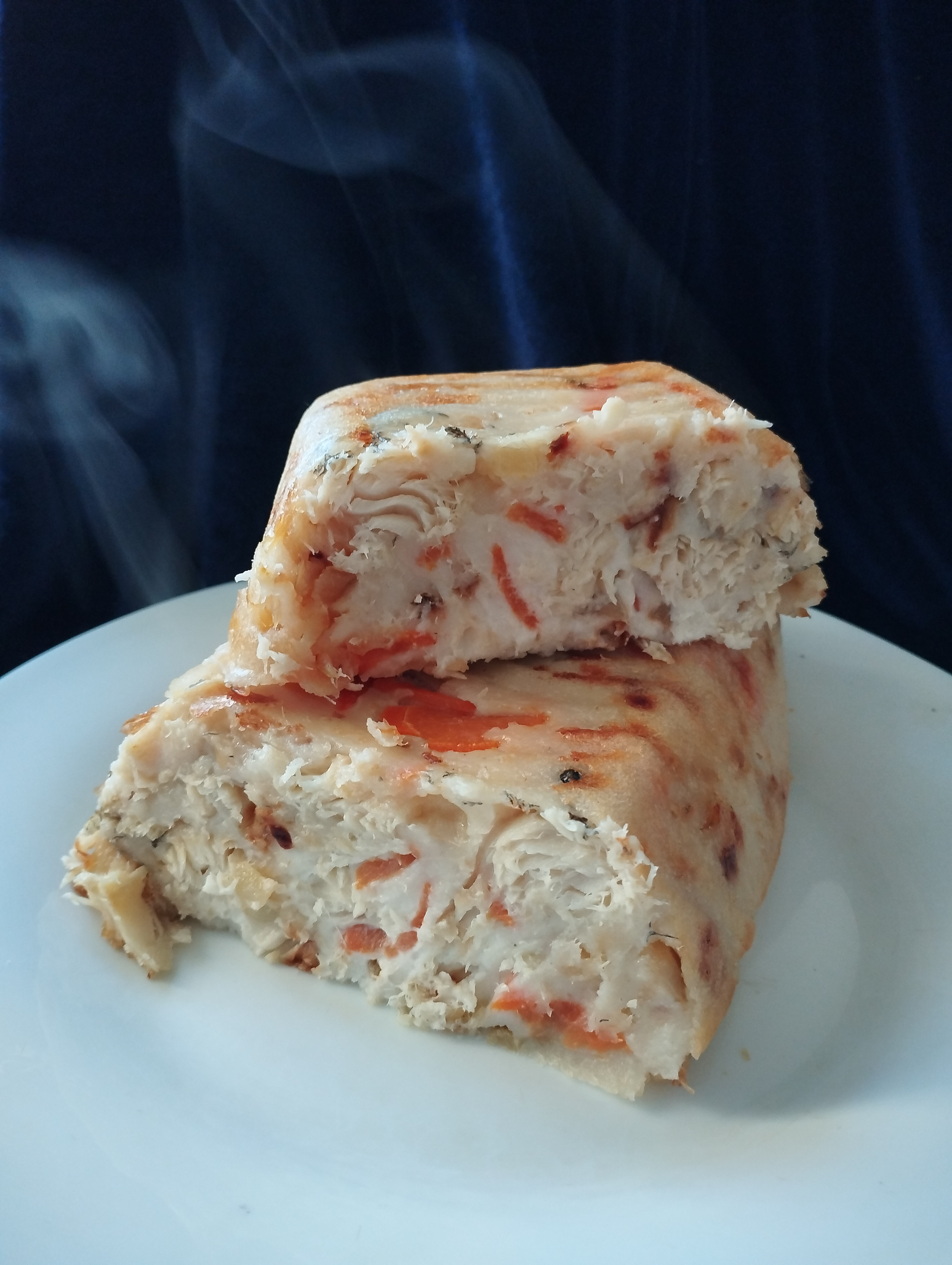
Баба-шарпанина

Баба-шарпанина — старинное украинское блюдо, рыбная запеканка. Название блюда произошло от слова «шарпать», что означает драть, разрывать на мелкие части. Кусочки рыбы (тарани, судака или леща) заливают жидким тестом, с зажаренном маслом и луком, и запекают.
В некоторых источниках баба-шарпанина — род оладий.

## Приготовление
Рыбу чистят, промывают, удаляют кости, нарезают кусками и варят до готовности с петрушкой, морковью, лавровым листом, перцем, солью и луком.
Муку просеивают, пересыпают в кастрюлю, кладут туда слегка поджаренный на растительном масле лук, понемногу доливают бульон, в котором варилась рыба, и замешивают густое, как сметана, тесто.
Сваренную рыбу разделяют на мелкие кусочки, посыпают перцем, кладут в смазанные маслом посуду, заливают приготовленным тестом и ставят в духовку запекаться.